# Qualifications des épreuves de judo aux Jeux olympiques d'été de 2016
Les places qualificatives pour les épreuves de judo des Jeux olympiques d'été de 2016 sont basées sur le classement mondial du 30 mai 2016, élaboré par la Fédération internationale de judo, ainsi que sur des quotas additionnels par continents.

## Résumé
| CNO                          | Hommes | Hommes | Hommes | Hommes | Hommes | Hommes | Hommes  | Femmes | Femmes | Femmes | Femmes | Femmes | Femmes | Femmes | Total |
| CNO                          | 60 kg  | 66 kg  | 73 kg  | 81 kg  | 90 kg  | 100 kg | +100 kg | 48 kg  | 52 kg  | 57 kg  | 63 kg  | 70 kg  | 78 kg  | +78 kg | Total |
| ---------------------------- | ------ | ------ | ------ | ------ | ------ | ------ | ------- | ------ | ------ | ------ | ------ | ------ | ------ | ------ | ----- |
| Algérie                      |        | X      |        |        | X      | X      | X       |        |        |        |        |        |        | X      | 5     |
| Samoa américaines            |        |        | X      |        |        |        |         |        |        |        |        |        |        |        | 1     |
| Angola                       |        |        |        |        |        |        |         |        |        |        |        | X      |        |        | 1     |
| Argentine                    |        |        |        | X      |        |        |         | X      |        |        |        |        |        |        | 2     |
| Arménie                      | X      |        |        |        |        |        |         |        |        |        |        |        |        |        | 1     |
| Aruba                        |        | X      |        |        |        |        |         |        |        |        |        |        |        |        | 1     |
| Australie                    | X      | X      | X      | X      |        |        |         | X      |        |        | X      |        | X      |        | 7     |
| Autriche                     | X      |        |        |        |        |        | X       |        |        | X      | X      | X      |        |        | 5     |
| Azerbaïdjan                  | X      | X      | X      |        | X      | X      | X       |        |        |        |        |        |        |        | 6     |
| Biélorussie                  |        | X      |        |        |        |        |         |        | X      |        |        |        |        |        | 2     |
| Belgique                     |        | X      | X      | X      |        | X      |         | X      |        |        |        |        |        |        | 5     |
| Bénin                        |        |        |        |        | X      |        |         |        |        |        |        |        |        |        | 1     |
| Bolivie                      |        |        |        |        | X      |        |         |        |        |        |        |        |        |        | 1     |
| Bosnie-Herzégovine           |        |        |        |        |        |        |         |        |        |        |        |        |        | X      | 1     |
| Brésil                       | X      | X      | X      | X      | X      | X      | X       | X      | X      | X      | X      | X      | X      | X      | 14    |
| Bulgarie                     | X      |        |        | X      |        |        |         |        |        |        |        |        |        |        | 2     |
| Burkina Faso                 |        |        |        |        |        |        | X       |        |        |        |        |        |        |        | 1     |
| Cameroun                     |        |        |        |        |        |        |         |        |        |        |        |        | X      |        | 1     |
| Canada                       | X      | X      | X      | X      |        | X      |         |        | X      | X      |        | X      |        |        | 8     |
| Chili                        |        |        |        |        | X      |        |         |        |        |        |        |        |        |        | 1     |
| Chine                        |        | X      | X      |        | X      |        |         |        | X      |        | X      | X      | X      | X      | 8     |
| Colombie                     |        |        |        |        |        |        |         |        |        | X      |        | X      |        |        | 2     |
| République du Congo          |        |        |        |        |        |        | X       |        |        |        |        |        |        |        | 1     |
| Costa Rica                   |        |        | X      |        |        |        |         |        |        |        |        |        |        |        | 1     |
| Croatie                      |        |        |        |        |        |        |         |        |        |        |        | X      |        |        | 1     |
| Cuba                         |        |        | X      | X      | X      | X      | X       | X      |        |        | X      |        | X      | X      | 9     |
| République tchèque           | X      |        | X      |        |        | X      |         |        |        |        |        |        |        |        | 3     |
| République dominicaine       |        | X      |        |        |        |        |         |        |        |        |        |        |        |        | 1     |
| Équateur                     | X      |        |        |        |        |        | X       |        |        |        | X      |        |        |        | 3     |
| Égypte                       | X      |        | X      | X      |        | X      | X       |        |        |        |        |        |        |        | 5     |
| Salvador                     |        |        |        | X      |        |        |         |        |        |        |        |        |        |        | 1     |
| Estonie                      |        |        |        |        |        | X      |         |        |        |        |        |        |        |        | 1     |
| Fidji                        |        |        |        | X      |        |        |         |        |        |        |        |        |        |        | 1     |
| Finlande                     | X      |        |        |        |        |        |         |        |        |        |        |        |        |        | 1     |
| France                       | X      | X      | X      | X      | X      | X      | X       | X      | X      | X      | X      | X      | X      | X      | 14    |
| Gabon                        |        |        |        | X      |        |        |         |        |        |        |        |        | X      |        | 2     |
| Gambie                       |        |        | X      |        |        |        |         |        |        |        |        |        |        |        | 1     |
| Géorgie                      | X      | X      | X      | X      | X      | X      | X       |        |        |        |        | X      |        |        | 8     |
| Allemagne                    | X      | X      | X      | X      | X      | X      | X       |        | X      | X      | X      | X      | X      | X      | 13    |
| Ghana                        |        |        |        |        |        |        |         |        |        |        | X      |        |        |        | 1     |
| Grande-Bretagne              | X      | X      |        |        |        | X      |         |        |        | X      | X      | X      | X      |        | 7     |
| Grèce                        |        |        |        | X      | X      |        |         |        |        |        |        |        |        |        | 2     |
| Guatemala                    | X      |        |        |        |        |        |         |        |        |        |        |        |        |        | 1     |
| Guinée-Bissau                |        |        |        |        |        |        |         | X      |        |        |        |        |        |        | 1     |
| Haïti                        |        |        | X      |        |        |        |         |        |        |        |        |        |        |        | 1     |
| Honduras                     |        |        |        |        |        |        | X       |        |        |        |        |        |        |        | 1     |
| Hongrie                      |        |        | X      | X      | X      | X      | X       | X      |        | X      |        |        | X      |        | 8     |
| Islande                      |        |        |        |        |        |        | X       |        |        |        |        |        |        |        | 1     |
| Inde                         |        |        |        |        | X      |        |         |        |        |        |        |        |        |        | 1     |
| Iran                         |        | X      |        | X      |        | X      |         |        |        |        |        |        |        |        | 3     |
| Irak                         |        |        |        | X      |        |        |         |        |        |        |        |        |        |        | 1     |
| Israël                       |        | X      | X      |        |        |        | X       | X      | X      |        | X      | X      |        |        | 7     |
| Italie                       | X      | X      |        | X      |        |        |         |        | X      |        | X      |        |        |        | 5     |
| Côte d'Ivoire                |        |        |        |        |        |        |         |        |        | X      |        |        |        |        | 1     |
| Japon                        | X      | X      | X      | X      | X      | X      | X       | X      | X      | X      | X      | X      | X      | X      | 14    |
| Jordanie                     |        |        |        |        | X      |        |         |        |        |        |        |        |        |        | 1     |
| Kazakhstan                   | X      | X      |        |        |        | X      |         | X      |        |        | X      |        |        |        | 5     |
| Kenya                        |        |        |        |        | X      |        |         |        |        |        |        |        |        |        | 1     |
| Kosovo                       |        |        |        |        |        |        |         |        | X      | X      |        |        |        |        | 2     |
| Kirghizistan                 | X      |        |        |        |        |        | X       |        |        |        |        |        |        |        | 2     |
| Lettonie                     |        |        |        |        |        | X      | X       |        |        |        |        |        |        |        | 2     |
| Liban                        |        |        |        | X      |        |        |         |        |        |        |        |        |        |        | 1     |
| Libye                        | X      |        |        |        |        |        |         |        |        |        |        |        |        |        | 1     |
| Lituanie                     |        |        |        |        |        |        |         |        |        |        |        |        |        | X      | 1     |
| Madagascar                   |        |        |        |        |        |        |         | X      |        |        |        |        |        |        | 1     |
| Mali                         |        |        |        |        |        | X      |         |        |        |        |        |        |        |        | 1     |
| Maurice                      |        |        |        |        |        |        |         |        | X      |        |        |        |        |        | 1     |
| Mexique                      |        |        |        |        |        |        |         | X      |        |        |        |        |        | X      | 2     |
| Moldavie                     |        |        |        | X      |        |        |         |        |        |        |        |        |        |        | 1     |
| Mongolie                     | X      | X      | X      | X      | X      | X      | X       | X      | X      | X      | X      | X      | X      |        | 13    |
| Maroc                        |        | X      |        |        |        |        |         |        |        |        | X      | X      |        |        | 3     |
| Mozambique                   |        |        |        | X      |        |        |         |        |        |        |        |        |        |        | 1     |
| Nauru                        |        |        |        |        | X      |        |         |        |        |        |        |        |        |        | 1     |
| Pays-Bas                     | X      |        | X      | X      | X      | X      | X       |        |        | X      | X      | X      | X      | X      | 11    |
| Nouvelle-Zélande             |        |        |        |        |        |        |         |        |        | X      |        |        |        |        | 1     |
| Niger                        |        |        | X      |        |        |        |         |        |        |        |        |        |        |        | 1     |
| Corée du Nord                |        |        | X      |        |        |        |         | X      |        |        |        |        | X      |        | 3     |
| Pakistan                     |        |        |        |        |        | X      |         |        |        |        |        |        |        |        | 1     |
| Palaos                       |        |        |        |        |        |        |         |        |        |        | X      |        |        |        | 1     |
| Papouasie-Nouvelle-Guinée    |        | X      |        |        |        |        |         |        |        |        |        |        |        |        | 1     |
| Pérou                        | X      |        |        |        |        |        |         |        |        |        |        |        |        |        | 1     |
| Pologne                      |        |        |        |        |        |        | X       |        |        | X      |        | X      | X      |        | 4     |
| Portugal                     |        | X      | X      |        | X      | X      |         |        | X      | X      |        |        |        |        | 6     |
| Porto Rico                   |        |        |        |        |        |        |         |        |        |        |        | X      |        | X      | 2     |
| Qatar                        |        |        | X      |        |        |        |         |        |        |        |        |        |        |        | 1     |
| Athlètes olympiques réfugiés |        |        |        |        | X      |        |         |        |        |        |        | X      |        |        | 2     |
| Roumanie                     |        |        |        |        |        |        | X       | X      | X      | X      |        |        |        |        | 4     |
| Russie                       | X      | X      | X      | X      | X      | X      | X       | X      | X      |        | X      |        |        | X      | 11    |
| Samoa                        |        |        |        |        |        |        | X       |        |        |        |        |        |        |        | 1     |
| Arabie saoudite              |        | X      |        |        |        |        |         |        |        |        |        |        |        |        | 1     |
| Sénégal                      |        |        |        |        |        |        |         |        |        | X      |        |        |        |        | 1     |
| Serbie                       |        |        |        |        | X      |        |         |        |        |        |        |        |        |        | 1     |
| Seychelles                   |        |        |        |        |        | X      |         |        |        |        |        |        |        |        | 1     |
| Slovénie                     |        | X      | X      |        | X      |        |         |        |        |        | X      |        | X      |        | 5     |
| Afrique du Sud               |        |        |        |        | X      |        |         |        |        |        |        |        |        |        | 1     |
| Corée du Sud                 | X      | X      | X      | X      | X      | X      | X       | X      |        | X      | X      | X      |        | X      | 12    |
| Espagne                      | X      | X      |        |        |        |        |         | X      | X      |        |        | X      |        |        | 5     |
| Sri Lanka                    |        |        | X      |        |        |        |         |        |        |        |        |        |        |        | 1     |
| Suède                        |        |        |        | X      | X      | X      |         |        |        |        | X      |        |        |        | 4     |
| Suisse                       | X      |        |        |        | X      |        |         |        | X      |        |        |        |        |        | 3     |
| Taipei chinois               | X      |        |        |        |        |        |         |        |        | X      |        |        |        |        | 2     |
| Tadjikistan                  |        |        |        |        | X      |        | X       |        |        |        |        |        |        |        | 2     |
| Thaïlande                    |        |        |        |        |        |        | X       |        |        |        |        |        |        |        | 1     |
| Trinité-et-Tobago            |        |        |        |        |        | X      |         |        |        |        |        |        |        |        | 1     |
| Tunisie                      |        |        |        |        |        |        | X       |        | X      |        |        | X      |        | X      | 4     |
| Turquie                      | X      |        |        |        |        |        |         | X      |        |        | X      |        |        | X      | 4     |
| Turkménistan                 |        |        |        |        |        |        |         |        | X      | X      |        |        |        |        | 2     |
| Ukraine                      |        | X      |        |        | X      | X      | X       | X      |        |        |        |        | X      | X      | 7     |
| Émirats arabes unis          |        |        | X      | X      |        | X      |         |        |        |        |        |        |        |        | 3     |
| États-Unis                   |        |        | X      | X      | X      |        |         |        | X      | X      |        |        | X      |        | 6     |
| Uruguay                      |        |        |        |        |        | X      |         |        |        |        |        |        |        |        | 1     |
| Ouzbékistan                  | X      | X      | X      | X      | X      | X      | X       |        |        |        |        | X      |        |        | 7     |
| Vanuatu                      |        | X      |        |        |        |        |         |        |        |        |        |        |        |        | 1     |
| Venezuela                    |        |        |        |        |        |        |         |        |        |        |        | X      |        |        | 1     |
| Viêt Nam                     |        |        |        |        |        |        |         | X      |        |        |        |        |        |        | 1     |
| Zambie                       |        | X      |        |        |        |        |         |        |        |        |        |        |        |        | 1     |
| Total: 116 CNO               | 31     | 32     | 32     | 31     | 33     | 31     | 30      | 22     | 20     | 22     | 23     | 24     | 18     | 17     | 366   |

## Hommes

### Super-légers (60 kg)
| Moyen                                      | Places | CNO                | Judoka qualifié           |
| ------------------------------------------ | ------ | ------------------ | ------------------------- |
| Pays organisateur                          | 1      | Brésil             | Felipe Kitadai            |
| Classement mondial de IJF (au 30 mai 2016) | 22     | Corée du Sud       | Kim Won-jin               |
| Classement mondial de IJF (au 30 mai 2016) | 22     | Azerbaïdjan        | Orkhan Safarov            |
| Classement mondial de IJF (au 30 mai 2016) | 22     | Kazakhstan         | Yeldos Smetov             |
| Classement mondial de IJF (au 30 mai 2016) | 22     | Japon              | Naohisa Takato            |
| Classement mondial de IJF (au 30 mai 2016) | 22     | Géorgie            | Amiran Papinashvili       |
| Classement mondial de IJF (au 30 mai 2016) | 22     | Ouzbékistan        | Diyorbek Urozboev         |
| Classement mondial de IJF (au 30 mai 2016) | 22     | Russie             | Beslan Mudranov           |
| Classement mondial de IJF (au 30 mai 2016) | 22     | Arménie            | Hovhannes Davtyan         |
| Classement mondial de IJF (au 30 mai 2016) | 22     | France             | Walide Khyar              |
| Classement mondial de IJF (au 30 mai 2016) | 22     | Grande-Bretagne    | Ashley McKenzie           |
| Classement mondial de IJF (au 30 mai 2016) | 22     | Turquie            | Bekir Özlü                |
| Classement mondial de IJF (au 30 mai 2016) | 22     | Pays-Bas           | Jeroen Mooren             |
| Classement mondial de IJF (au 30 mai 2016) | 22     | Mongolie           | Tsogtbaataryn Tsend-Ochir |
| Classement mondial de IJF (au 30 mai 2016) | 22     | Australie          | Joshua Katz               |
| Classement mondial de IJF (au 30 mai 2016) | 22     | Équateur           | Lenin Preciado            |
| Classement mondial de IJF (au 30 mai 2016) | 22     | République tchèque | Pavel Petříkov            |
| Classement mondial de IJF (au 30 mai 2016) | 22     | Suisse             | Ludovic Chammartin        |
| Classement mondial de IJF (au 30 mai 2016) | 22     | Autriche           | Ludwig Paischer           |
| Classement mondial de IJF (au 30 mai 2016) | 22     | Espagne            | Francisco Garrigos        |
| Classement mondial de IJF (au 30 mai 2016) | 22     | Allemagne          | Tobias Englmaier          |
| Classement mondial de IJF (au 30 mai 2016) | 22     | Italie             | Elios Manzi               |
| Classement mondial de IJF (au 30 mai 2016) | 22     | Canada             | Sérgio Pessoa             |
| Places additionnelles (Europe)             | 2      | Bulgarie           | Yanislav Gerchev          |
| Places additionnelles (Europe)             | 2      | Finlande           | Juho Reinvall             |
| Places additionnelles (Afrique)            | 2      | Égypte             | Ahmed Abelrahman          |
| Places additionnelles (Afrique)            | 2      | Libye              | Mohamed El-Kawisah        |
| Places additionnelles (Amériques)          | 2      | Guatemala          | José Ramos                |
| Places additionnelles (Amériques)          | 2      | Pérou              | Juan Postigos             |
| Places additionnelles (Asie)               | 2      | Kirghizistan       | Otar Bestaev              |
| Places additionnelles (Asie)               | 2      | Taipei chinois     | Tsai Ming-yen             |
| Places additionnelles (Oceania)            | 0      | —                  | —                         |
| Invitation                                 |        |                    |                           |
| Total                                      | 31     |                    |                           |

### Mi-légers (66 kg)
| Moyen                                      | Places | CNO                       | Judoka qualifié          |
| ------------------------------------------ | ------ | ------------------------- | ------------------------ |
| Pays organisateur                          | 1      | Brésil                    | Charles Chibana          |
| Classement mondial de IJF (au 30 mai 2016) | 22     | Corée du Sud              | An Baul                  |
| Classement mondial de IJF (au 30 mai 2016) | 22     | Mongolie                  | Davaadorjiin Tömörkhüleg |
| Classement mondial de IJF (au 30 mai 2016) | 22     | Russie                    | Mikhail Pulyaev          |
| Classement mondial de IJF (au 30 mai 2016) | 22     | Ukraine                   | Georgii Zantaraia        |
| Classement mondial de IJF (au 30 mai 2016) | 22     | Japon                     | Masashi Ebinuma          |
| Classement mondial de IJF (au 30 mai 2016) | 22     | Israël                    | Golan Pollack            |
| Classement mondial de IJF (au 30 mai 2016) | 22     | Azerbaïdjan               | Nijat Shikhalizade       |
| Classement mondial de IJF (au 30 mai 2016) | 22     | Géorgie                   | Vazha Margvelashvili     |
| Classement mondial de IJF (au 30 mai 2016) | 22     | Ouzbékistan               | Rishod Sobirov           |
| Classement mondial de IJF (au 30 mai 2016) | 22     | Biélorussie               | Dzmitry Shershan         |
| Classement mondial de IJF (au 30 mai 2016) | 22     | Allemagne                 | Sebastian Seidl          |
| Classement mondial de IJF (au 30 mai 2016) | 22     | Grande-Bretagne           | Colin Oates              |
| Classement mondial de IJF (au 30 mai 2016) | 22     | Espagne                   | Sugoi Uriarte            |
| Classement mondial de IJF (au 30 mai 2016) | 22     | Kazakhstan                | Zhansay Smagulov         |
| Classement mondial de IJF (au 30 mai 2016) | 22     | Canada                    | Antoine Bouchard         |
| Classement mondial de IJF (au 30 mai 2016) | 22     | Portugal                  | Sergiu Oleinic           |
| Classement mondial de IJF (au 30 mai 2016) | 22     | Australie                 | Nathan Katz              |
| Classement mondial de IJF (au 30 mai 2016) | 22     | France                    | Kilian Le Blouch         |
| Classement mondial de IJF (au 30 mai 2016) | 22     | Chine                     | Ma Duanbin               |
| Classement mondial de IJF (au 30 mai 2016) | 22     | Algérie                   | Houd Zourdani            |
| Classement mondial de IJF (au 30 mai 2016) | 22     | Italie                    | Fabio Basile             |
| Classement mondial de IJF (au 30 mai 2016) | 22     | Maroc                     | Imad Bassou              |
| Places additionnelles (Europe)             | 2      | Slovénie                  | Adrian Gomboc            |
| Places additionnelles (Europe)             | 2      | Belgique                  | Jasper Lefevere          |
| Places additionnelles (Afrique)            | 2      | Afrique du Sud            | Siyabulela Mabulu        |
| Places additionnelles (Afrique)            | 2      | Zambie                    | Mathews Punza            |
| Places additionnelles (Amériques)          | 2      | République dominicaine    | Wander Mateo             |
| Places additionnelles (Amériques)          | 2      | Aruba                     | Jayme Mata               |
| Places additionnelles (Asie)               | 2      | Iran                      | Alireza Khojasteh        |
| Places additionnelles (Asie)               | 2      | Arabie saoudite           | Sulaiman Hamad           |
| Places additionnelles (Oceania)            | 2      | Papouasie-Nouvelle-Guinée | Raymond Ovinou           |
| Places additionnelles (Oceania)            | 2      | Vanuatu                   | Rexly Theuil             |
| Invitation                                 |        |                           |                          |
| Total                                      | 32     |                           |                          |

### Légers (73 kg)
| Moyen                                      | Places | CNO                 | Judoka qualifié        |
| ------------------------------------------ | ------ | ------------------- | ---------------------- |
| Pays organisateur                          | 1      | Brésil              | Alex Pombo             |
| Classement mondial de IJF (au 30 mai 2016) | 22     | Corée du Sud        | An Chang-rim           |
| Classement mondial de IJF (au 30 mai 2016) | 22     | Azerbaïdjan         | Rustam Orujov          |
| Classement mondial de IJF (au 30 mai 2016) | 22     | Israël              | Sagi Muki              |
| Classement mondial de IJF (au 30 mai 2016) | 22     | Géorgie             | Lasha Shavdatuashvili  |
| Classement mondial de IJF (au 30 mai 2016) | 22     | Japon               | Shohei Ono             |
| Classement mondial de IJF (au 30 mai 2016) | 22     | Russie              | Denis Iartcev          |
| Classement mondial de IJF (au 30 mai 2016) | 22     | Mongolie            | Ganbaataryn Odbayar    |
| Classement mondial de IJF (au 30 mai 2016) | 22     | Ouzbékistan         | Mirali Sharipov        |
| Classement mondial de IJF (au 30 mai 2016) | 22     | Hongrie             | Miklós Ungvári         |
| Classement mondial de IJF (au 30 mai 2016) | 22     | Canada              | Arthur Margelidon      |
| Classement mondial de IJF (au 30 mai 2016) | 22     | Allemagne           | Igor Wandtke           |
| Classement mondial de IJF (au 30 mai 2016) | 22     | Belgique            | Dirk Van Tichelt       |
| Classement mondial de IJF (au 30 mai 2016) | 22     | Slovénie            | Rok Drakšič            |
| Classement mondial de IJF (au 30 mai 2016) | 22     | Corée du Nord       | Hong Kuk-hyon          |
| Classement mondial de IJF (au 30 mai 2016) | 22     | Pays-Bas            | Dex Elmont             |
| Classement mondial de IJF (au 30 mai 2016) | 22     | France              | Pierre Duprat          |
| Classement mondial de IJF (au 30 mai 2016) | 22     | Émirats arabes unis | Victor Scvortov        |
| Classement mondial de IJF (au 30 mai 2016) | 22     | Égypte              | Mohamed Mohy Eldin     |
| Classement mondial de IJF (au 30 mai 2016) | 22     | Chine               | Sai Yinjirigala        |
| Classement mondial de IJF (au 30 mai 2016) | 22     | Australie           | Jake Bensted           |
| Classement mondial de IJF (au 30 mai 2016) | 22     | Cuba                | Magdiel Estrada        |
| Classement mondial de IJF (au 30 mai 2016) | 22     | États-Unis          | Nick Delpopolo         |
| Places additionnelles (Europe)             | 2      | République tchèque  | Jaromír Ježek          |
| Places additionnelles (Europe)             | 2      | Portugal            | Nuno Saraiva           |
| Places additionnelles (Afrique)            | 2      | Gambie              | Faye Njie              |
| Places additionnelles (Afrique)            | 2      | Niger               | Ahmed Goumar           |
| Places additionnelles (Amériques)          | 2      | Costa Rica          | Miguel Murrillo        |
| Places additionnelles (Amériques)          | 2      | Haïti               | Josue Deprez           |
| Places additionnelles (Asie)               | 1      | Qatar               | Morad Zemouri          |
| Places additionnelles (Oceania)            | 1      | Samoa américaines   | Benjamin Waterhouse    |
| Invitation                                 | 1      | Sri Lanka           | Chamara Dharmawardhana |
| Total                                      | 32     |                     |                        |

### Mi-moyens (81 kg)
| Moyen                                      | Places | CNO                 | Judoka qualifié           |
| ------------------------------------------ | ------ | ------------------- | ------------------------- |
| Pays organisateur                          | 1      | Brésil              | Victor Penalber           |
| Classement mondial de IJF (au 30 mai 2016) | 22     | Géorgie             | Avtandil Tchrikishvili    |
| Classement mondial de IJF (au 30 mai 2016) | 22     | Japon               | Takanori Nagase           |
| Classement mondial de IJF (au 30 mai 2016) | 22     | Canada              | Antoine Valois-Fortier    |
| Classement mondial de IJF (au 30 mai 2016) | 22     | Bulgarie            | Ivaylo Ivanov             |
| Classement mondial de IJF (au 30 mai 2016) | 22     | États-Unis          | Travis Stevens            |
| Classement mondial de IJF (au 30 mai 2016) | 22     | Russie              | Khasan Khalmurzaev        |
| Classement mondial de IJF (au 30 mai 2016) | 22     | Belgique            | Joachim Bottieau          |
| Classement mondial de IJF (au 30 mai 2016) | 22     | Grèce               | Roman Moustopoulos        |
| Classement mondial de IJF (au 30 mai 2016) | 22     | Émirats arabes unis | Sergiu Toma               |
| Classement mondial de IJF (au 30 mai 2016) | 22     | Égypte              | Mohamed Abdelaal          |
| Classement mondial de IJF (au 30 mai 2016) | 22     | Corée du Sud        | Lee Seung-soo             |
| Classement mondial de IJF (au 30 mai 2016) | 22     | Mongolie            | Uuganbaataryn Otgonbaatar |
| Classement mondial de IJF (au 30 mai 2016) | 22     | Cuba                | Iván Felipe Silva         |
| Classement mondial de IJF (au 30 mai 2016) | 22     | France              | Loïc Pietri               |
| Classement mondial de IJF (au 30 mai 2016) | 22     | Hongrie             | László Csoknyai           |
| Classement mondial de IJF (au 30 mai 2016) | 22     | Ouzbékistan         | Shakhzodbek Sabirov       |
| Classement mondial de IJF (au 30 mai 2016) | 22     | Allemagne           | Sven Maresch              |
| Classement mondial de IJF (au 30 mai 2016) | 22     | Australie           | Eoin Coughlan             |
| Classement mondial de IJF (au 30 mai 2016) | 22     | Liban               | Nacif Elias               |
| Classement mondial de IJF (au 30 mai 2016) | 22     | Suède               | Robin Pacek               |
| Classement mondial de IJF (au 30 mai 2016) | 22     | Pays-Bas            | Frank de Wit              |
| Classement mondial de IJF (au 30 mai 2016) | 22     | Iran                | Saeid Mollaei             |
| Places additionnelles (Europe)             | 2      | Italie              | Matteo Marconcini         |
| Places additionnelles (Europe)             | 2      | Moldavie            | Valeriu Duminică          |
| Places additionnelles (Afrique)            | 2      | Mozambique          | Marlon Acácio             |
| Places additionnelles (Afrique)            | 2      | Gabon               | Paul Kibikai              |
| Places additionnelles (Amériques)          | 2      | Argentine           | Emmanuel Lucenti          |
| Places additionnelles (Amériques)          | 2      | Salvador            | Juan Diego Turcios        |
| Places additionnelles (Asie)               | 1      | Irak                | Hussein Al-Aameri         |
| Places additionnelles (Oceania)            | 1      | Fidji               | Josateki Naulu            |
| Invitation                                 | 1      | Monténégro          | Srđan Mrvaljević          |
| Total                                      | 31     |                     |                           |

### Moyens (90 kg)
| Moyen                                      | Places | CNO               | Judoka qualifié            |
| ------------------------------------------ | ------ | ----------------- | -------------------------- |
| Pays organisateur                          | 1      | Brésil            | Tiago Camilo               |
| Classement mondial de IJF (au 30 mai 2016) | 22     | Japon             | Mashu Baker                |
| Classement mondial de IJF (au 30 mai 2016) | 22     | Corée du Sud      | Gwak Dong-han              |
| Classement mondial de IJF (au 30 mai 2016) | 22     | Géorgie           | Varlam Liparteliani        |
| Classement mondial de IJF (au 30 mai 2016) | 22     | Hongrie           | Krisztián Tóth             |
| Classement mondial de IJF (au 30 mai 2016) | 22     | Suède             | Marcus Nyman               |
| Classement mondial de IJF (au 30 mai 2016) | 22     | Pays-Bas          | Noël van 't End            |
| Classement mondial de IJF (au 30 mai 2016) | 22     | Russie            | Kirill Denisov             |
| Classement mondial de IJF (au 30 mai 2016) | 22     | France            | Alexandre Iddir            |
| Classement mondial de IJF (au 30 mai 2016) | 22     | Mongolie          | Otgonbaataryn Lkhagvasuren |
| Classement mondial de IJF (au 30 mai 2016) | 22     | Tadjikistan       | Komronshokh Ustopiriyon    |
| Classement mondial de IJF (au 30 mai 2016) | 22     | Cuba              | Asley González             |
| Classement mondial de IJF (au 30 mai 2016) | 22     | Serbie            | Aleksandar Kukolj          |
| Classement mondial de IJF (au 30 mai 2016) | 22     | Grèce             | Ilias Iliadis              |
| Classement mondial de IJF (au 30 mai 2016) | 22     | Algérie           | Abderahmane Benamadi       |
| Classement mondial de IJF (au 30 mai 2016) | 22     | Slovénie          | Mihael Žgank               |
| Classement mondial de IJF (au 30 mai 2016) | 22     | Portugal          | Célio Dias                 |
| Classement mondial de IJF (au 30 mai 2016) | 22     | Suisse            | Ciril Grossklaus           |
| Classement mondial de IJF (au 30 mai 2016) | 22     | Afrique du Sud    | Zack Piontek               |
| Classement mondial de IJF (au 30 mai 2016) | 22     | Chine             | Cheng Xunzhao              |
| Classement mondial de IJF (au 30 mai 2016) | 22     | Azerbaïdjan       | Mammadali Mehdiyev         |
| Classement mondial de IJF (au 30 mai 2016) | 22     | États-Unis        | Colton Brown               |
| Classement mondial de IJF (au 30 mai 2016) | 22     | Ouzbékistan       | Sherali Juraev             |
| Places additionnelles (Europe)             | 2      | Allemagne         | Marc Odenthal              |
| Places additionnelles (Europe)             | 2      | Ukraine           | Quedjau Nhabali            |
| Places additionnelles (Afrique)            | 2      | Kenya             | Kiplangat Sang             |
| Places additionnelles (Afrique)            | 2      | Bénin             | Celtus Dossou Yovo         |
| Places additionnelles (Amériques)          | 2      | Chili             | Thomas Briceño             |
| Places additionnelles (Amériques)          | 2      | Bolivie           | Martin Michel              |
| Places additionnelles (Asie)               | 2      | Jordanie          | Ibrahim Khalaf             |
| Places additionnelles (Asie)               | 2      | Inde              | Avtar Singh                |
| Places additionnelles (Oceania)            | 1      | Nauru             | Ovini Uera                 |
| Invitation                                 | 1      | Athlètes réfugiés | Popole Misenga             |
| Total                                      | 33     |                   |                            |

### Mi-lourds (100 kg)
| Moyen                                      | Places | CNO                 | Judoka qualifié         |
| ------------------------------------------ | ------ | ------------------- | ----------------------- |
| Pays organisateur                          | 1      | Brésil              | Rafael Buzacarini       |
| Classement mondial de IJF (au 30 mai 2016) | 22     |                     |                         |
| Classement mondial de IJF (au 30 mai 2016) | 22     | Azerbaïdjan         | Elmar Gasimov           |
| Classement mondial de IJF (au 30 mai 2016) | 22     | France              | Cyrille Maret           |
| Classement mondial de IJF (au 30 mai 2016) | 22     | République tchèque  | Lukáš Krpálek           |
| Classement mondial de IJF (au 30 mai 2016) | 22     | Suède               | Martin Pacek            |
| Classement mondial de IJF (au 30 mai 2016) | 22     | Allemagne           | Karl-Richard Frey       |
| Classement mondial de IJF (au 30 mai 2016) | 22     | Japon               | Ryunosuke Haga          |
| Classement mondial de IJF (au 30 mai 2016) | 22     | Belgique            | Toma Nikiforov          |
| Classement mondial de IJF (au 30 mai 2016) | 22     | Égypte              | Ramadan Darwish         |
| Classement mondial de IJF (au 30 mai 2016) | 22     | Cuba                | José Armenteros         |
| Classement mondial de IJF (au 30 mai 2016) | 22     | Corée du Sud        | Cho Gu-ham              |
| Classement mondial de IJF (au 30 mai 2016) | 22     | Pays-Bas            | Henk Grol               |
| Classement mondial de IJF (au 30 mai 2016) | 22     | Géorgie             | Beka Gviniashvili       |
| Classement mondial de IJF (au 30 mai 2016) | 22     | Mongolie            | Naidangiin Tüvshinbayar |
| Classement mondial de IJF (au 30 mai 2016) | 22     | Algérie             | Lyès Bouyacoub          |
| Classement mondial de IJF (au 30 mai 2016) | 22     | Canada              | Kyle Reyes              |
| Classement mondial de IJF (au 30 mai 2016) | 22     | Russie              | Tagir Khaibulaev        |
| Classement mondial de IJF (au 30 mai 2016) | 22     | Kazakhstan          | Maxim Rakov             |
| Classement mondial de IJF (au 30 mai 2016) | 22     | Ukraine             | Artem Bloshenko         |
| Classement mondial de IJF (au 30 mai 2016) | 22     | Hongrie             | Miklós Cirjenics        |
| Classement mondial de IJF (au 30 mai 2016) | 22     | Portugal            | Jorge Fonseca           |
| Classement mondial de IJF (au 30 mai 2016) | 22     | Iran                | Javad Mahjoub           |
| Classement mondial de IJF (au 30 mai 2016) | 22     | Lettonie            | Jevgeņijs Borodavko     |
| Places additionnelles (Europe)             | 2      | Grande-Bretagne     | Benjamin Fletcher       |
| Places additionnelles (Europe)             | 2      | Estonie             | Grigori Minaskin        |
| Places additionnelles (Afrique)            | 2      | Seychelles          | Dominic Dugasse         |
| Places additionnelles (Afrique)            | 2      | Mali                | Ayouba Traore           |
| Places additionnelles (Amériques)          | 2      | Trinité-et-Tobago   | Christopher George      |
| Places additionnelles (Amériques)          | 2      | Uruguay             | Pablo Aprahamian        |
| Places additionnelles (Asie)               | 2      | Émirats arabes unis | Ivan Remarenco          |
| Places additionnelles (Asie)               | 2      | Pakistan            | Hussain Shah            |
| Invitation                                 | 1      | Saint-Marin         | Karim Gharbi            |
| Quota supplémentaire                       | 1      | Ouzbékistan         | Soyib Kurbonov          |
| Total                                      | 33     |                     |                         |

### Lourds (+100 kg)
| Moyen                                      | Places | CNO                 | Judoka qualifié             |
| ------------------------------------------ | ------ | ------------------- | --------------------------- |
| Pays organisateur                          | 1      | Brésil              | Rafael Silva                |
| Classement mondial de IJF (au 30 mai 2016) | 22     | France              | Teddy Riner                 |
| Classement mondial de IJF (au 30 mai 2016) | 22     | Japon               | Hisayoshi Harasawa          |
| Classement mondial de IJF (au 30 mai 2016) | 22     | Ukraine             | Yakiv Khammo                |
| Classement mondial de IJF (au 30 mai 2016) | 22     | Pays-Bas            | Roy Meyer                   |
| Classement mondial de IJF (au 30 mai 2016) | 22     | Israël              | Or Sasson                   |
| Classement mondial de IJF (au 30 mai 2016) | 22     | Roumanie            | Daniel Natea                |
| Classement mondial de IJF (au 30 mai 2016) | 22     | Hongrie             | Barna Bor                   |
| Classement mondial de IJF (au 30 mai 2016) | 22     | Tunisie             | Faicel Jaballah             |
| Classement mondial de IJF (au 30 mai 2016) | 22     | Géorgie             | Adam Okruashvili            |
| Classement mondial de IJF (au 30 mai 2016) | 22     | Russie              | Renat Saidov                |
| Classement mondial de IJF (au 30 mai 2016) | 22     | Corée du Sud        | Kim Sung-min                |
| Classement mondial de IJF (au 30 mai 2016) | 22     | Allemagne           | André Breitbarth            |
| Classement mondial de IJF (au 30 mai 2016) | 22     | Pologne             | Maciej Sarnacki             |
| Classement mondial de IJF (au 30 mai 2016) | 22     | Algérie             | Mohamed-Amine Tayeb         |
| Classement mondial de IJF (au 30 mai 2016) | 22     | Ouzbékistan         | Abdullo Tangriev            |
| Classement mondial de IJF (au 30 mai 2016) | 22     | Mongolie            | Temuulen Battulga           |
| Classement mondial de IJF (au 30 mai 2016) | 22     | Kirghizistan        | Iurii Krakovetskii          |
| Classement mondial de IJF (au 30 mai 2016) | 22     | Azerbaïdjan         | Ushangi Kokauri             |
| Classement mondial de IJF (au 30 mai 2016) | 22     | Égypte              | Islam El Shehaby            |
| Classement mondial de IJF (au 30 mai 2016) | 22     | Autriche            | Daniel Allerstorfer         |
| Classement mondial de IJF (au 30 mai 2016) | 22     | Cuba                | Alex García Mendoza         |
| Classement mondial de IJF (au 30 mai 2016) | 22     | Équateur            | Freddy Figueroa             |
| Places additionnelles (Europe)             | 2      | Islande             | Thormodur Jonsson           |
| Places additionnelles (Europe)             | 2      | Lettonie            | Artūrs Ņikiforenko          |
| Places additionnelles (Afrique)            | 2      | Burkina Faso        | Rachid Sidibe               |
| Places additionnelles (Afrique)            | 2      | République du Congo | Deo Gracia Ngokaba          |
| Places additionnelles (Amériques)          | 1      | Honduras            | Ramón Pileta                |
| Places additionnelles (Asie)               | 2      | Tadjikistan         | Mukhamadmurod Abdurakhmonov |
| Places additionnelles (Asie)               | 2      | Thaïlande           | Kunathip Yea-on             |
| Places additionnelles (Oceania)            | 1      | Samoa               | Derek Sua                   |
| Invitation                                 |        |                     |                             |
| Total                                      | 31     |                     |                             |

## Femmes

### Super-légers (48 kg)
| Moyen                                      | Places | CNO           | Judoka qualifié         |
| ------------------------------------------ | ------ | ------------- | ----------------------- |
| Pays organisateur                          | 1      | Brésil        | Sarah Menezes           |
| Classement mondial de IJF (au 30 mai 2016) | 14     | Mongolie      | Mönkhbatyn Urantsetseg  |
| Classement mondial de IJF (au 30 mai 2016) | 14     | Argentine     | Paula Pareto            |
| Classement mondial de IJF (au 30 mai 2016) | 14     | Japon         | Ami Kondo               |
| Classement mondial de IJF (au 30 mai 2016) | 14     | Espagne       | Julia Figueroa          |
| Classement mondial de IJF (au 30 mai 2016) | 14     | Kazakhstan    | Otgontsetseg Galbadrakh |
| Classement mondial de IJF (au 30 mai 2016) | 14     | Hongrie       | Éva Csernoviczki        |
| Classement mondial de IJF (au 30 mai 2016) | 14     | Corée du Sud  | Jeong Bo-kyeong         |
| Classement mondial de IJF (au 30 mai 2016) | 14     | Belgique      | Charline Van Snick      |
| Classement mondial de IJF (au 30 mai 2016) | 14     | Guinée-Bissau | Taciana Lima            |
| Classement mondial de IJF (au 30 mai 2016) | 14     | Roumanie      | Monica Ungureanu        |
| Classement mondial de IJF (au 30 mai 2016) | 14     | Russie        | Irina Dolgova           |
| Classement mondial de IJF (au 30 mai 2016) | 14     | Turquie       | Dilara Lokmanhekim      |
| Classement mondial de IJF (au 30 mai 2016) | 14     | Ukraine       | Maryna Cherniak         |
| Classement mondial de IJF (au 30 mai 2016) | 14     | Cuba          | Dayaris Mestre          |
| Places additionnelles (Europe)             | 2      | France        | Laëtitia Payet          |
| Places additionnelles (Europe)             | 2      | Israël        | Shira Rishony           |
| Places additionnelles (Afrique)            | 1      | Madagascar    | Asaramanitra Ratiarison |
| Places additionnelles (Amériques)          | 1      | Mexique       | Edna Carrillo           |
| Places additionnelles (Asie)               | 2      | Corée du Nord | Kim Sol-mi              |
| Places additionnelles (Asie)               | 2      | Viêt Nam      | Văn Ngọc Tú             |
| Places additionnelles (Oceania)            | 1      | Australie     | Chloe Rayner            |
| Invitation                                 |        |               |                         |
| Total                                      | 22     |               |                         |

### Mi-légers (52 kg)
| Moyen                                      | Places | CNO          | Judoka qualifié          |
| ------------------------------------------ | ------ | ------------ | ------------------------ |
| Pays organisateur                          | 1      | Brésil       | Érika Miranda            |
| Classement mondial de IJF (au 30 mai 2016) | 14     | Roumanie     | Andreea Chițu            |
| Classement mondial de IJF (au 30 mai 2016) | 14     | Kosovo       | Majlinda Kelmendi        |
| Classement mondial de IJF (au 30 mai 2016) | 14     | Japon        | Misato Nakamura          |
| Classement mondial de IJF (au 30 mai 2016) | 14     | Chine        | Ma Yingnan               |
| Classement mondial de IJF (au 30 mai 2016) | 14     | Russie       | Natalia Kuziutina        |
| Classement mondial de IJF (au 30 mai 2016) | 14     | Italie       | Odette Giuffrida         |
| Classement mondial de IJF (au 30 mai 2016) | 14     | Israël       | Gili Cohen               |
| Classement mondial de IJF (au 30 mai 2016) | 14     | France       | Priscilla Gneto          |
| Classement mondial de IJF (au 30 mai 2016) | 14     | Allemagne    | Mareen Kräh              |
| Classement mondial de IJF (au 30 mai 2016) | 14     | Turkménistan | Gulbadam Babamuratova    |
| Classement mondial de IJF (au 30 mai 2016) | 14     | Portugal     | Joana Ramos              |
| Classement mondial de IJF (au 30 mai 2016) | 14     | Mongolie     | Adiyaasambuugiin Tsolmon |
| Classement mondial de IJF (au 30 mai 2016) | 14     | Tunisie      | Hela Ayari               |
| Classement mondial de IJF (au 30 mai 2016) | 14     | Suisse       | Evelyne Tschopp          |
| Places additionnelles (Europe)             | 2      | Biélorussie  | Darya Skrypnik           |
| Places additionnelles (Europe)             | 2      | Espagne      | Laura Gómez              |
| Places additionnelles (Afrique)            | 1      | Maurice      | Christianne Legentil     |
| Places additionnelles (Amériques)          | 2      | Canada       | Ecaterina Guica          |
| Places additionnelles (Amériques)          | 2      | États-Unis   | Angelica Delgado         |
| Places additionnelles (Asie)               | 0      | —            | —                        |
| Places additionnelles (Oceania)            | 0      | —            | —                        |
| Invitation                                 |        |              |                          |
| Total                                      | 20     |              |                          |

### Légers (57 kg)
| Moyen                                      | Places | CNO              | Judoka qualifié             |
| ------------------------------------------ | ------ | ---------------- | --------------------------- |
| Pays organisateur                          | 1      | Brésil           | Rafaela Silva               |
| Classement mondial de IJF (au 30 mai 2016) | 14     | Mongolie         | Dorjsürengiin Sumiyaa       |
| Classement mondial de IJF (au 30 mai 2016) | 14     | Corée du Sud     | Kim Jan-di                  |
| Classement mondial de IJF (au 30 mai 2016) | 14     | États-Unis       | Marti Malloy                |
| Classement mondial de IJF (au 30 mai 2016) | 14     | Japon            | Kaori Matsumoto             |
| Classement mondial de IJF (au 30 mai 2016) | 14     | France           | Automne Pavia               |
| Classement mondial de IJF (au 30 mai 2016) | 14     | Roumanie         | Corina Căprioriu            |
| Classement mondial de IJF (au 30 mai 2016) | 14     | Canada           | Catherine Beauchemin-Pinard |
| Classement mondial de IJF (au 30 mai 2016) | 14     | Portugal         | Telma Monteiro              |
| Classement mondial de IJF (au 30 mai 2016) | 14     | Grande-Bretagne  | Nekoda Smythe-Davis         |
| Classement mondial de IJF (au 30 mai 2016) | 14     | Taipei chinois   | Lien Chen-ling              |
| Classement mondial de IJF (au 30 mai 2016) | 14     | Hongrie          | Hedvig Karakas              |
| Classement mondial de IJF (au 30 mai 2016) | 14     | Autriche         | Sabrina Filzmoser           |
| Classement mondial de IJF (au 30 mai 2016) | 14     | Allemagne        | Miryam Roper                |
| Classement mondial de IJF (au 30 mai 2016) | 14     | Kosovo           | Nora Gjakova                |
| Places additionnelles (Europe)             | 2      | Pays-Bas         | Sanne Verhagen              |
| Places additionnelles (Europe)             | 2      | Pologne          | Arleta Podolak              |
| Places additionnelles (Afrique)            | 2      | Sénégal          | Hortense Diédhiou           |
| Places additionnelles (Afrique)            | 2      | Côte d'Ivoire    | Zouleiha Abzetta Dabonné    |
| Places additionnelles (Amériques)          | 1      | Colombie         | Yadinis Amaris              |
| Places additionnelles (Asie)               | 1      | Turkménistan     | Rushana Nurjavova           |
| Places additionnelles (Oceania)            | 1      | Nouvelle-Zélande | Darcina Manuel              |
| Invitation                                 |        |                  |                             |
| Total                                      | 22     |                  |                             |

### Mi-moyens (63 kg)
| Moyen                                      | Places | CNO             | Judoka qualifié            |
| ------------------------------------------ | ------ | --------------- | -------------------------- |
| Pays organisateur                          | 1      | Brésil          | Mariana Silva              |
| Classement mondial de IJF (au 30 mai 2016) | 14     | Slovénie        | Tina Trstenjak             |
| Classement mondial de IJF (au 30 mai 2016) | 14     | France          | Clarisse Agbegnenou        |
| Classement mondial de IJF (au 30 mai 2016) | 14     | Israël          | Yarden Gerbi               |
| Classement mondial de IJF (au 30 mai 2016) | 14     | Allemagne       | Martyna Trajdos            |
| Classement mondial de IJF (au 30 mai 2016) | 14     | Autriche        | Kathrin Unterwurzacher     |
| Classement mondial de IJF (au 30 mai 2016) | 14     | Mongolie        | Tsedevsürengiin Mönkhzayaa |
| Classement mondial de IJF (au 30 mai 2016) | 14     | Japon           | Miku Tashiro               |
| Classement mondial de IJF (au 30 mai 2016) | 14     | Grande-Bretagne | Alice Schlesinger          |
| Classement mondial de IJF (au 30 mai 2016) | 14     | Pays-Bas        | Anicka van Emden           |
| Classement mondial de IJF (au 30 mai 2016) | 14     | Italie          | Edwige Gwend               |
| Classement mondial de IJF (au 30 mai 2016) | 14     | Chine           | Yang Junxia                |
| Classement mondial de IJF (au 30 mai 2016) | 14     | Russie          | Ekaterina Valkova          |
| Classement mondial de IJF (au 30 mai 2016) | 14     | Cuba            | Maricet Espinosa           |
| Classement mondial de IJF (au 30 mai 2016) | 14     | Australie       | Katharina Haecker          |
| Places additionnelles (Europe)             | 2      | Suède           | Mia Hermansson             |
| Places additionnelles (Europe)             | 2      | Turquie         | Büşra Katipoğlu            |
| Places additionnelles (Afrique)            | 2      | Ghana           | Szandra Szögedi            |
| Places additionnelles (Afrique)            | 2      | Maroc           | Rizlen Zouak               |
| Places additionnelles (Amériques)          | 1      | Équateur        | Estefania García           |
| Places additionnelles (Asie)               | 2      | Corée du Sud    | Bak Ji-yun                 |
| Places additionnelles (Asie)               | 2      | Kazakhstan      | Marian Urdabayeva          |
| Places additionnelles (Oceania)            | 1      | Palaos          | Jennifer Anson             |
| Invitation                                 | 1      | Népal           | Phupu Llamu Khatri         |
| Total                                      | 23     |                 |                            |

### Moyens (70 kg)
| Moyen                                      | Places | CNO               | Judoka qualifié             |
| ------------------------------------------ | ------ | ----------------- | --------------------------- |
| Pays organisateur                          | 1      | Brésil            | Maria Portela               |
| Classement mondial de IJF (au 30 mai 2016) | 14     | Pays-Bas          | Kim Polling                 |
| Classement mondial de IJF (au 30 mai 2016) | 14     | France            | Gevrise Emane               |
| Classement mondial de IJF (au 30 mai 2016) | 14     | Allemagne         | Laura Vargas Koch           |
| Classement mondial de IJF (au 30 mai 2016) | 14     | Colombie          | Yuri Alvear                 |
| Classement mondial de IJF (au 30 mai 2016) | 14     | Espagne           | María Bernabéu              |
| Classement mondial de IJF (au 30 mai 2016) | 14     | Autriche          | Bernadette Graf             |
| Classement mondial de IJF (au 30 mai 2016) | 14     | Corée du Sud      | Kim Seong-yeon              |
| Classement mondial de IJF (au 30 mai 2016) | 14     | Canada            | Kelita Zupancic             |
| Classement mondial de IJF (au 30 mai 2016) | 14     | Israël            | Linda Bolder                |
| Classement mondial de IJF (au 30 mai 2016) | 14     | Japon             | Haruka Tachimoto            |
| Classement mondial de IJF (au 30 mai 2016) | 14     | Grande-Bretagne   | Sally Conway                |
| Classement mondial de IJF (au 30 mai 2016) | 14     | Maroc             | Assmaa Niang                |
| Classement mondial de IJF (au 30 mai 2016) | 14     | Pologne           | Katarzyna Kłys              |
| Classement mondial de IJF (au 30 mai 2016) | 14     | Mongolie          | Tsend-Ayuushiin Naranjargal |
| Places additionnelles (Europe)             | 2      | Croatie           | Barbara Matić               |
| Places additionnelles (Europe)             | 2      | Géorgie           | Esther Stam                 |
| Places additionnelles (Afrique)            | 2      | Angola            | Antonia Moreira             |
| Places additionnelles (Afrique)            | 2      | Tunisie           | Houda Miled                 |
| Places additionnelles (Amériques)          | 2      | Porto Rico        | María Pérez                 |
| Places additionnelles (Amériques)          | 2      | Venezuela         | Elvismar Rodríguez          |
| Places additionnelles (Asie)               | 2      | Chine             | Zhou Chao                   |
| Places additionnelles (Asie)               | 2      | Ouzbékistan       | Gulnoza Matniyazova         |
| Places additionnelles (Oceania)            | 0      | —                 | —                           |
| Invitation                                 | 1      | Athlètes réfugiés | Yolande Mabika              |
| Total                                      | 24     |                   |                             |

### Mi-lourds (78 kg)
| Moyen                                      | Places | CNO             | Judoka qualifié         |
| ------------------------------------------ | ------ | --------------- | ----------------------- |
| Pays organisateur                          | 1      | Brésil          | Mayra Aguiar            |
| Classement mondial de IJF (au 30 mai 2016) | 14     | États-Unis      | Kayla Harrison          |
| Classement mondial de IJF (au 30 mai 2016) | 14     | France          | Audrey Tcheumeo         |
| Classement mondial de IJF (au 30 mai 2016) | 14     | Pays-Bas        | Marhinde Verkerk        |
| Classement mondial de IJF (au 30 mai 2016) | 14     | Allemagne       | Luise Malzahn           |
| Classement mondial de IJF (au 30 mai 2016) | 14     | Slovénie        | Anamari Velenšek        |
| Classement mondial de IJF (au 30 mai 2016) | 14     | Grande-Bretagne | Natalie Powell          |
| Classement mondial de IJF (au 30 mai 2016) | 14     | Japon           | Mami Umeki              |
| Classement mondial de IJF (au 30 mai 2016) | 14     | Hongrie         | Abigél Joó              |
| Classement mondial de IJF (au 30 mai 2016) | 14     | Corée du Nord   | Sol Kyong               |
| Classement mondial de IJF (au 30 mai 2016) | 14     | Ukraine         | Viktoriya Turks         |
| Classement mondial de IJF (au 30 mai 2016) | 14     | Chine           | Zhang Zhehui            |
| Classement mondial de IJF (au 30 mai 2016) | 14     | Pologne         | Daria Pogorzelec        |
| Classement mondial de IJF (au 30 mai 2016) | 14     | Australie       | Miranda Giambelli       |
| Classement mondial de IJF (au 30 mai 2016) | 14     | Gabon           | Sarah Myriam Mazouz     |
| Places additionnelles (Europe)             | 0      | —               | —                       |
| Places additionnelles (Afrique)            | 1      | Cameroun        | Hortence Atangana       |
| Places additionnelles (Amériques)          | 1      | Cuba            | Yalennis Castillo       |
| Places additionnelles (Asie)               | 1      | Mongolie        | Pürevjargalyn Lkhamdegd |
| Places additionnelles (Oceania)            | 0      | —               | —                       |
| Invitation                                 |        |                 |                         |
| Total                                      | 18     |                 |                         |

### Lourds (+78 kg)
| Moyen                                      | Places | CNO                | Judoka qualifié        |
| ------------------------------------------ | ------ | ------------------ | ---------------------- |
| Pays organisateur                          | 1      | Brésil             | Maria Suellen Altheman |
| Classement mondial de IJF (au 30 mai 2016) | 14     | Chine              | Yu Song                |
| Classement mondial de IJF (au 30 mai 2016) | 14     | Cuba               | Idalys Ortíz           |
| Classement mondial de IJF (au 30 mai 2016) | 14     | France             | Émilie Andéol          |
| Classement mondial de IJF (au 30 mai 2016) | 14     | Japon              | Kanae Yamabe           |
| Classement mondial de IJF (au 30 mai 2016) | 14     | Tunisie            | Nihel Cheikhrouhou     |
| Classement mondial de IJF (au 30 mai 2016) | 14     | Ukraine            | Svitlana Iaromka       |
| Classement mondial de IJF (au 30 mai 2016) | 14     | Allemagne          | Jasmin Külbs           |
| Classement mondial de IJF (au 30 mai 2016) | 14     | Corée du Sud       | Kim Min-jeong          |
| Classement mondial de IJF (au 30 mai 2016) | 14     | Turquie            | Kayra Sayit            |
| Classement mondial de IJF (au 30 mai 2016) | 14     | Pays-Bas           | Tessie Savelkouls      |
| Classement mondial de IJF (au 30 mai 2016) | 14     | Mexique            | Vanessa Zambotti       |
| Classement mondial de IJF (au 30 mai 2016) | 14     | Russie             | Ksenia Chibisova       |
| Classement mondial de IJF (au 30 mai 2016) | 14     | Porto Rico         | Melissa Mojica         |
| Classement mondial de IJF (au 30 mai 2016) | 14     | Bosnie-Herzégovine | Larisa Cerić           |
| Places additionnelles (Europe)             | 1      | Lituanie           | Santa Pakenytė         |
| Places additionnelles (Afrique)            | 1      | Algérie            | Sonia Asselah          |
| Places additionnelles (Amériques)          | 0      | —                  | —                      |
| Places additionnelles (Asie)               | 0      | —                  | —                      |
| Places additionnelles (Oceania)            | 0      | —                  | —                      |
| Invitation                                 |        |                    |                        |
| Total                                      | 17     |                    |                        |